# Зубер, Мария
Мария Т. Зубер (англ. Maria T. Zuber; род. 27 июня 1958, Норристаун, Пенсильвания, США) — американский астроном и геофизик.
Доктор философии (1986), именной профессор (E. A. Griswold Professor) геофизики и (с января 2013) вице-президент по исследованиям Массачусетского технологического института, где трудится с 1995 года, в 2003-2011 гг. завкафедрой земных, атмосферных и планетарных наук.
Член Национальной академии наук США (2004) и Американского философского общества.
Главный исследователь миссии NASA GRAIL.
Основные труды по планетарной астрономии и геофизике.
Окончила Пенсильванский университет (бакалавр, 1980). В Брауновском университете получила степени магистра (1983) и доктора философии (1986).
Членство:
- Американский геофизический союз
- Американская ассоциация содействия развитию науки
- Американское астрономическое общество
- Американское общество астронавтики
- Американское геологическое общество
- Американская академия искусств и наук

В 1995 году отмечена NASA Exceptional Scientific Achievement Medal, а в 2007 году — Carl Sagan Memorial Award Американского общества астронавтики. Другие её отличия:
- Премия Джерарда Койпера (2019)
- MIT James R. Killian Jr. Faculty Achievement Award
- NASA's Outstanding Scientific Achievement Medal, Distinguished Public Service Medal, Outstanding Public Leadership Medal
- American Geophysical Union Harry H. Hess Medal
- Geological Society of America G. K. Gilbert Award

В 2002 году журнал Discover назвал её в числе 50 наиболее влиятельных женщин в науке, а в 2008 году она вошла в USNews/Harvard Kennedy School List of America's Best Leaders.
Подписант Открытого письма об изменении климата от обеспокоенных членов НАН США (2016).
Опубликовала более 300 работ.